# A török kiűzése Magyarországról
A török kiűzése Magyarországról (más szóval nagy török háború vagy török elleni visszafoglaló háború) annak a nagy hadjáratsorozatnak volt az eredménye, amellyel a történelmi Magyar Királyság területének nagy részéről kiszorították az Oszmán Birodalmat. Következménye, hogy Magyarország, megmaradt önállóságát is elvesztvén, a Habsburg-kormányzat leigázott, katonailag megszállott országa lett. Az egész időszakot a magyarok kárára elkövetett jogsértések és jogfosztások jellemzik. A kormányzat részéről kirótt hatalmas terhek (porció, forspont) és a katonai erőszakoskodások a lakosságot végsőkig igénybe vették.

## Előzmények

### Zrínyi Miklós és a törökök kiűzésének kérdései
A harmincéves háború, mely egész Európát érintette, elvonta a Habsburgok figyelmét Magyarországról és a török kérdésről. A háború lezárása után a magyar rendek reménykedni kezdtek, hogy a Habsburgok most a törökök ellen fognak fordulni.
Zrínyi Miklóst (1620–64) III. Ferdinánd 1647-ben horvát bánnak nevezte ki és a déli részek őrzőjévé tette. Kezdetben ő is a Habsburg segítségben reménykedett, de hamar rájött, hogy előbb az országnak kell megújulnia. Programjának lényege a belső megosztottság felszámolása, a közigazgatás modernizálása és a hadsereg fejlesztése. Ezt több művében is hangsúlyozta:
- Szigeti veszedelem (1645/1646): ebben a művében egy hősi példát állít a nemzet elé, az 1566-os szigetvári ostrom emlékére.
- Tábori kis tracta (1649): ebben az írásában a hadseregszervezés elméletét magyarázza el
- Vitéz hadnagy (1653): ebben a műben elmélkedik egy jó hadvezér tulajdonságairól
- Mátyás király életéről való elmélkedés (1656): ebben az elmélkedésben bírálja a határozatlan Habsburgokat és hangsúlyozza, hogy fontos az aktív törökellenes politika
- Az török áfium ellen való orvosság, avagy az töröknek magyarral való békessége ellen való antidotum ellenméreg (1661): „Aki békét akar, készüljön a háborúra.” – meghirdette ebben a művében egy nemzeti (nemesekből, hajdúkból és jobbágyokból álló) hadsereg kialakításának programját amelynek három alapfeltétele volt az olvasatában:
  - pénzügyi alapok megteremtése
  - Ausztriával való viszony rendezése
  - a magyar közigazgatás modernizálása, korszerűsítése

Nádorként szerette volna véghez vinni elképzeléseit, de 1655-ben Wesselényi Ferencet választották meg nádornak, ezért Zrínyi Miklós II. Rákóczi György erdélyi fejedelemhez (1648-1660) fordult, akiben a nemzeti összefogás vezetőjét látta. Azonban a tragikus kimenetelű lengyelországi hadjárata után – mivel kivívta a törökök haragját és serege nagyrészt megsemmisült – alkalmatlanná vált ennek a szerepnek a betöltésére.
Zrínyi Miklós ezért magánakciókba kezdett, hogy kiprovokáljon egy török támadást, amire a Habsburgok feltehetőleg válaszolni fognak majd. Ilyen körülmények között kezdte el építeni a Mura bal partján Zrínyiújvárat, természetesen a törökök engedélye nélkül.

### Zrínyi harcai
1663-ban egy nagy török hadjárat élén Köprülü Ahmed Bécs ellen indult, azonban a rossz időjárás Budán tartotta. Ám elfoglalta a Forgách Ádám által védett Érsekújvárt, ahol később megszervezték az Érsekújvári vilajetet.
Zrínyi Miklós ezzel párhuzamosan sikereket ért el a Muraközben és hozzákezdett az úgynevezett téli hadjárathoz (1664. január 21-től február 9-ig). A hadjárat célja Kanizsa elfoglalása volt. Útközben sikeresen felszabadította Babócsa és Pécs várát, majd felégette az eszéki Dráva-hidat, hogy elvágja a törökök utánpótlási útvonalát.
A sikerekre kissé megkésve bár, de válaszolt a Habsburg Birodalom és egy kiegészítő sereget küldött Kanizsa ostromára. Azonban parancs híján csak későn fogtak hozzá az ostromhoz, így a törökök felépíthette Eszéknél az új hidat és fel tudta menteni Kanizsa várát, az ostrom tehát sikertelen volt.
Eközben Zrínyit leváltották a dél-dunántúli erők éléről és helyére Raimondo Montecuccoli tábornokot nevezték ki főparancsnoknak, akinek elsődleges feladata Stájerország és Bécs megvédése volt, ezért egyszerűen feladta Zrínyiújvárat. Ennek fényében a törökök Köprülü Ahmed vezetésével megindultak Bécs ellen. Montecuccoli sokáig nem akart nyílt téren csatát vállalni, de amikor a törökök 1664. augusztus 1-jén át akart kelni Szentgotthárdnál, a tábornok elérkezettnek látta az időt, rájuk támadt, és véres ütközetben győzött. A törökök visszavonultak, és útközben felrobbantották Zrínyiújvárat.

### A vasvári béke (1664. augusztus 10.)
A jelentős szentgotthárdi győzelem után került sor a zsitvatoroki béke alapján a húsz évig érvényes vasvári béke megkötésére. 

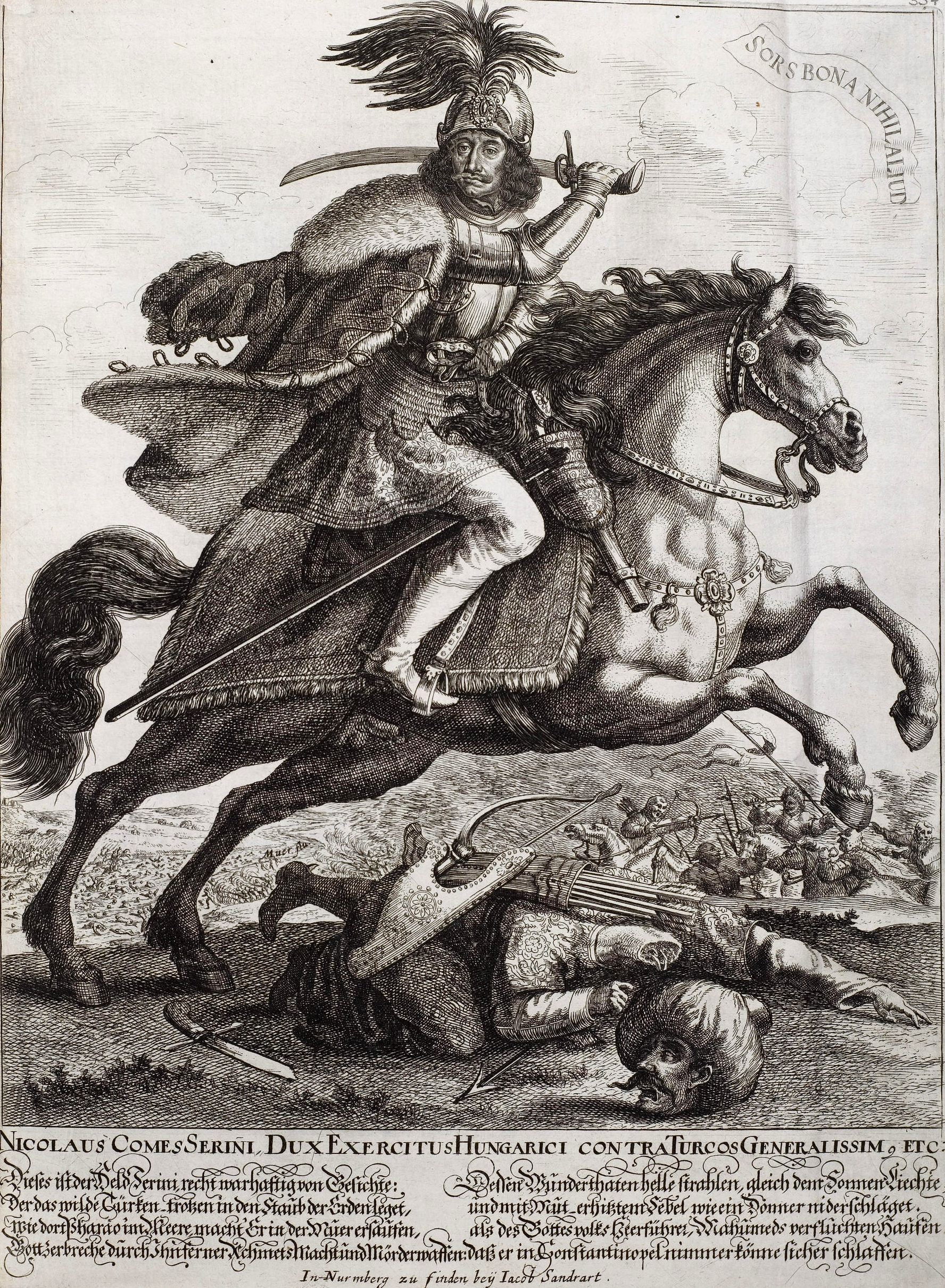
Zrínyi Miklós költő és hadvezér

Ez a béke igen nagy felháborodást keltett mind Európában, mind Magyarországon, mivel I. Lipót a szövetségesek tudta nélkül kötötte meg olyan feltételekkel, mintha a törökök győztek volna. Elismerték és török kézen hagyták a hódításokat (Várad, Érsekújvár).
A felek megegyeztek, hogy kivonulnak Erdélyből és hogy Zrínyiújvárat tilos újra felépíteni. Ezen felül a Habsburgok még 200 000 arany forint ajándékot is küldenek a szultánnak, valamint a felek kereskedelmi szerződést is kötöttek. A bécsi udvar francia támadástól tartott, ezért a kérdést mielőbb le akarta zárni.
A vasvári béke mindenkit mélységesen felháborított és elkeserített, a nyugat-magyarországi Habsburg-hű és a felvidéki protestáns nemességet egyaránt. Úgy érezték, hogy a bécsi udvar és a török Porta megegyezett a rovásukra a hátuk mögött. Nemcsak Várad és Érsekújvár török kézen hagyását sérelmezték, hanem számoltak a káros gazdasági hatásokkal is, amelyek e területi rendezésből következtek. A korabeli Magyarország két legjobban megerősített várának elvesztése miatt jelentős területek kerültek török uralom alá, keleten Biharban és Szabolcsban, nyugaton pedig Nyitra vármegyében. A béke rendezte viszonyok közt arra is számítani lehetett, hogy a törökök megszigorítják a hódoltsági jobbágyok alávetettségét, megemelik szolgáltatásaikat, ami viszont érzékenyen érintette a hódoltsági magyar nemesi adóztatást.
Zrínyi Miklós több külföldi országban is tárgyalásokat folytatott a magyar ügy felkarolása érdekében, de nem járt sikerrel. Nem sokkal később, 1664. november 18-án egy vadkanvadászaton halálos sebesülést szenvedett. Nagy hírnevét bizonyítja, hogy Londonban gyászversek füzérét adták ki többek között „Velence védőbástyája”, „A keresztény szabadság megmentője”, „Magyarország erős Marsa”, „Európa csillaga” címmel.

### I. Lipót és a rendek harca

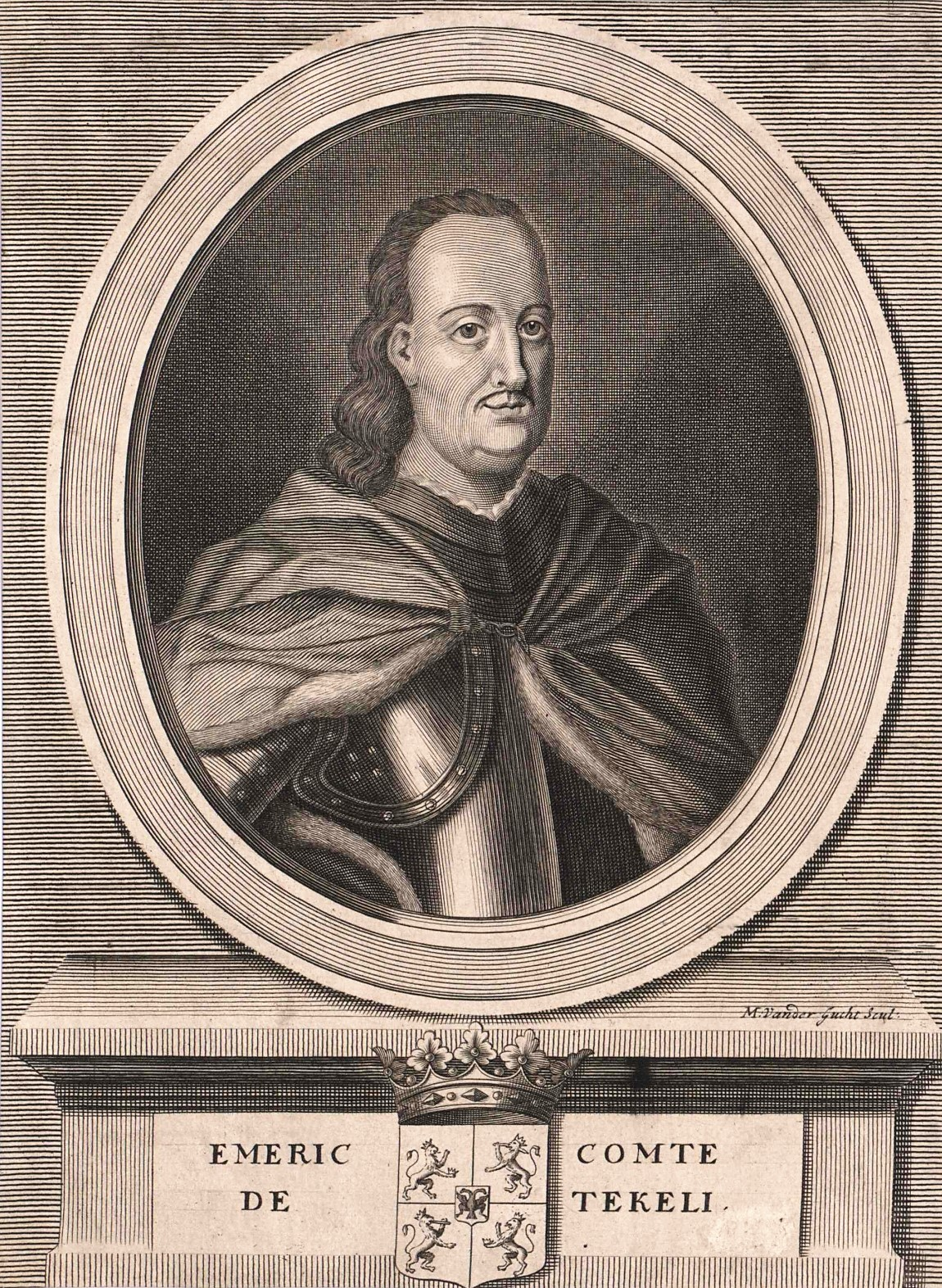
Thököly Imre

A vasvári béke egy láncreakciót indított el. A rendek rájöttek ugyanis, hogy többé nem bízhatnak a Habsburgokban, ezért Wesselényi Ferenc nádor a rendi szervezkedés (1666–1671) élére állt.
Miután Zrínyi Pétert, Nádasdy Ferencet és Frangepán Ferencet a magyar rendi alkotmány éles megsértésével kivégezték, I. Lipót nyílt abszolutizmust vezetett be. A jogeljátszás elméletére hivatkozva megszüntette a nádori tisztséget, helyére Guberniumot állított fel, kemény ellenreformációs intézkedéseket vezetett be, mindezek által a magyar rendi alkotmányt teljesen figyelmen kívül hagyva. Königsegg alkancellár ezt így fejezte ki: „a magyarok rebelláltak, s ezzel minden privilegiumukat elvesztették, mostantól kezdve tehát mint armis subjecti, fegyverrel alávetettek kezeltetnek.”
Erre hamarosan megérkezett a válasz, a Thököly-felkelés (1672–1678). Az első szakasz (1678–1681) még Thököly Imre nélkül folyt, de a második szakaszban már Thököly vezette a felkelőket, akik sikeresen elfoglalták a felvidéki bányavárosokat.
Erre I. Lipót engedményekkel válaszolt, az 1681-es soproni országgyűlésen enyhített az abszolutizmuson. Thököly ennek ellenére folytatta a harcot, 1682-ben elfoglalta Kassát és Füleket, és ezzel létrehozta a Felső-magyarországi Fejedelemséget (1682–1685). Így rövid ideig az ország négy részből állt.

## A törökök kiűzése

### Török támadás Bécs ellen

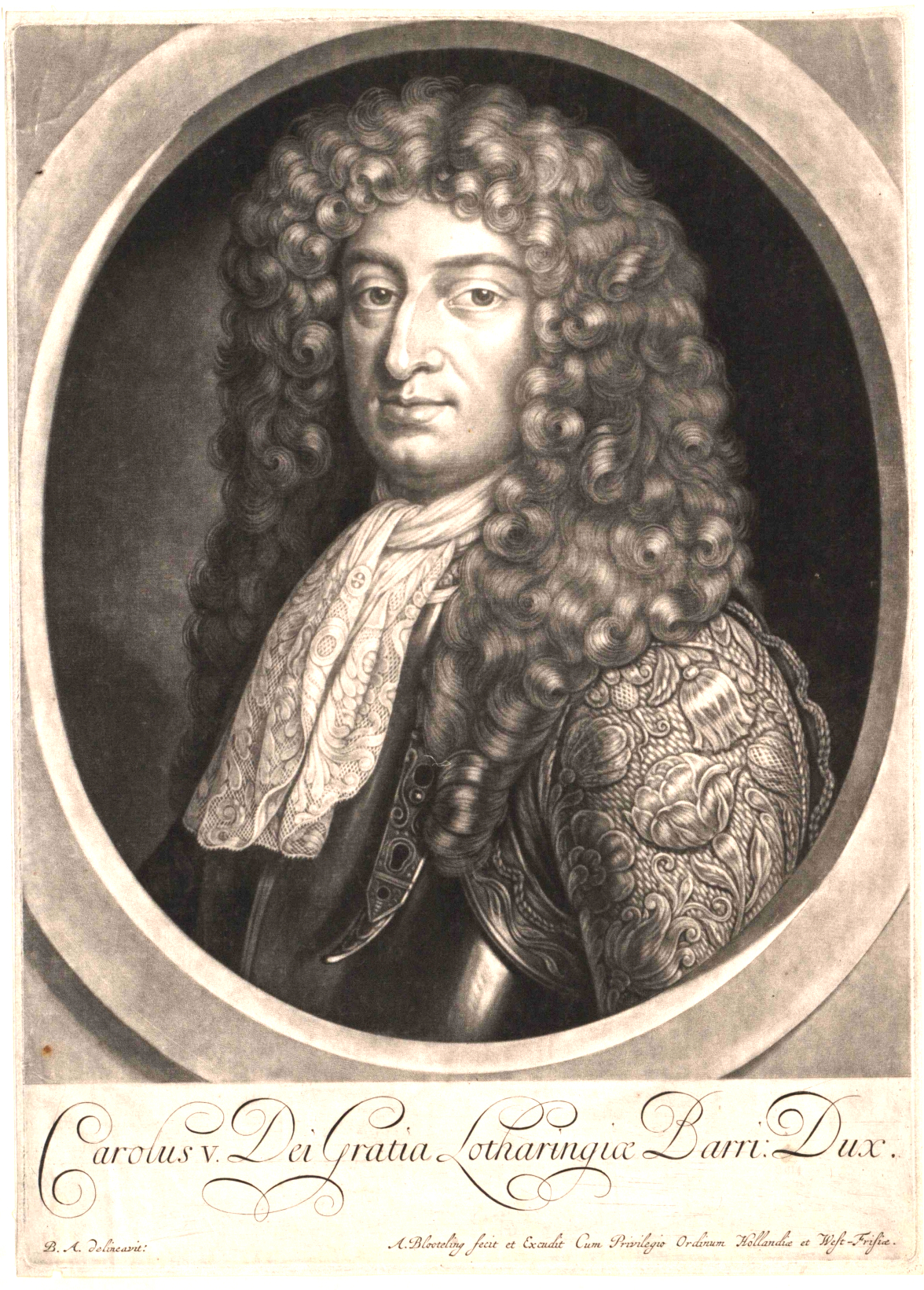
V. Károly lotaringiai herceg

1683-ban IV. Mehmed támadást indított Bécs ellen. A 150 000 fős sereg fővezére Kara Musztafa pasa, további vezérei Murád Giráj kán, I. Apafi Mihály és Thököly Imre voltak. Májusban elérték Nándorfehérvárt, majd megszerezték és Thökölynek adták Veszprém, Tata, Győr és Győrszentmárton várát. Július elején a császári hadak kivonultak a Dunántúlról, s hasonlóan tettek a Felvidéken is a Vág vonaláról az örökös tartományokba vonultak vissza. Ezért júliusban a nemesi hadi tábor feloszlott, s szinte mindenki kénytelen volt hűséget esküdni a töröknek, illetve Thökölynek.
Ezt követően a törökök ténylegesen Bécs ellen indultak. A várost Lotaringiai Károly védte 60 000 fővel, seregét azonban Érsekújvár alá küldte, így próbálva elvonni Bécsről a török főerőket. A törökök azonban rájöttek a hadicselre, és 120 000 fővel ostrom alá vették Bécset, amelyet Rüdiger von Starhemberg gróf vezetésével mindössze 16 000 ember védett. A török sereg július 19-én érte el Bécset, és szeptember 2-ra elfoglalta annak külvárosát. Ekkor Lotaringiai Károly 60 000 fős seregével visszatért, és megérkeztek Sobieski János lengyel király csapatai is (30 000 fő). Szeptember 12-én a császári–lengyel sereg a kahlenbergi csatában szétverte a török erőket, és felszabadította Bécset. A török csapatok Buda felé menekültek, nyomukban az üldöző császári–lengyel hadakkal.
A keresztény seregek 1683-ban Párkánynál és Esztergomnál is legyőzték a törököket. Lotaringiai Károly csapatai Pestet is elfoglalták, ám a zord időjárás miatt hazatértek, így a törökök visszafoglalták a várost.

### A Szent Liga megalakulása és a törökök kiűzésének kezdete
1684-ben XI. Ince pápa nagy diplomáciai erőfeszítések árán létrehozta a Szent Ligát (Liga Sacra), amelynek célja az európai török uralom felszámolása volt. Lipót ugyanis egyedül, csupán örökös tartományai erejére támaszkodva gyengének érezte magát a küzdelem folytatására. A szövetséghez csatlakozott a Habsburg Birodalom, Velence, a Lengyel–Litván Unió, Bajorország, Oroszország, Brandenburg, Szászország és titokban az Erdélyi Fejedelemség is. Ince pápa meggyőzte XIV. Lajost, hogy függessze fel az 1683-ban indított Habsburg-ellenes háborúját, és – hódításainak átmeneti elismerése fejében – Regensburgban 20 évre szóló fegyverszünetet kössön a spanyol és az osztrák Habsburgokkal. 1684 júniusától szeptemberéig Lotaringiai Károly eredménytelenül ostromolta Budát.

1685-ben Lotaringiai Károly seregei elfoglalták Érsekújvárt, majd Thököly várait. A Habsburgok Thököly ellen lázították saját katonáit, akik közül sokan átálltak a császári oldalra. A törökök Váradon elfogták Thökölyt, akinek kezén már csak Munkács vára maradt. Az ostromlott várat 1688-ig védte Zrínyi Ilona, Thököly felesége. A törökök meggyengültek, a Habsburgok ezt kihasználták, és 1686. június 18. és szeptember 2. között Lotaringiai Károly és II. Miksa Emánuel vezetésével ostrommal elfoglalták Budát, amelyet Abdi Abdurrahman pasa védett. Az ostrom sikeréhez hozzájárult, hogy felrobbant a lőportorony, hatalmas rést ütve az erődítmény falában, amelyen keresztül az ostromlók benyomulhattak.

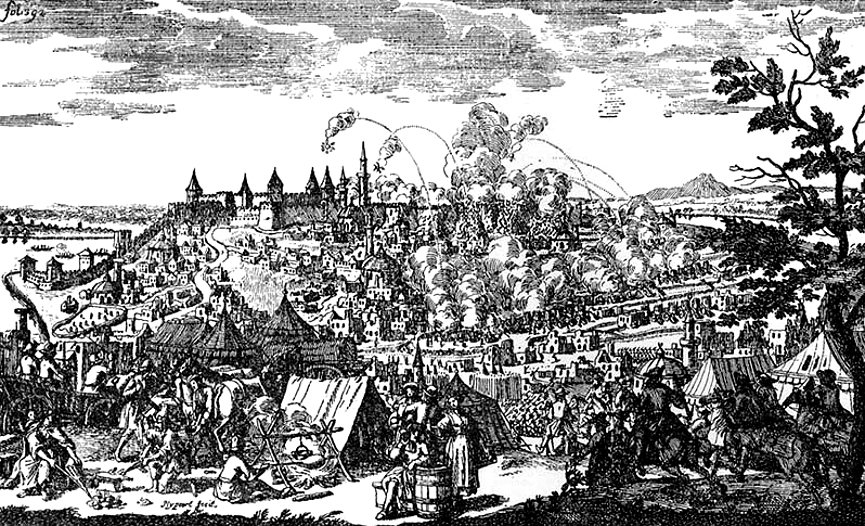
Nándorfehérvár ostroma, 1688

### A törökök kiszorítása
1687. augusztus 12-én Lotaringiai Károly herceg, fővezér, Miksa Emánuel bajor választó, Badeni Lajos őrgróf és Savoyai Jenő a második mohácsi csatának nevezett nagyharsányi csatában legyőzte a törököket. 1687 őszén Lotaringiai Károly elfoglalta Erdélyt. Az I. Apafi Mihály vezette Erdélyi Fejedelemség nem tudott önálló hadsereget felmutatni. 1687-ben így megkötötték a balázsfalvi szerződést, amelynek értelmében Apafi haláláig fejedelem maradhatott, de a törökök helyett I. Lipót hűbéreseként. 1688-ban a keresztény seregek Miksa Emánuel vezetésével elfoglalták Nándorfehérvárt (Belgrádot) és Észak-Szerbiát.
1688-ban a Napkirály – megriadva a Habsburgok túlzott térnyerésétől – felrúgta az 1684-ben 20 évre megkötött fegyverszüneti egyezményt, és offenzívát indított a Rajnánál. Kitört a pfalzi örökösödési háború (1688–1697). A kétfrontos háborúra kényszerített Habsburg császári haderő keleten meggyengült, az oszmánok kerültek fölénybe. Ennek következtében 1690-ben a törökök Köprülü Musztafa nagyvezír vezetésével visszafoglalták Lippát, Törökkanizsát és Nándorfehérvárt is.
Egy évvel később Szalánkeménnél a század legvéresebb csatájában Lajos badeni őrgróf seregei győztek, maga Köprülü Musztafa nagyvezír is elesett.
1691 és 1697 között váltakozó sikerű harcok folytak. A Habsburg-haderő létszámhiánnyal küzdött, legjobb csapatai és hadvezérei a rajnai fronton harcoltak. 1695-ben és 1696-ban I. Frigyes Ágost választófejedelem szászországi segédcsapatokat hozott, cserébe Lipót császár – Badeni Lajos tiltakozása ellenére – őt nevezte ki balkáni fővezérré. A 25 éves, tapasztalatlan fiatalember azonban mindent elveszített. Nem ismerte az országot, súlyos hadvezéri hibákat vétett, csapataival olykor el is tévedt. 1695-ben a keresztény hadak bevették Gyulát, de ugyanekkor Lippa török kézre került. A szász választófejedelem által irányított haderő 1695-ben Lugosnál, majd 1696-ban Heténynél is vereséget szenvedett, Temesvár ostroma mindkét hadjáratban meghiúsult. 1696 végén Frigyes Ágostot (II. Ágost néven) lengyel királlyá választották, emiatt letette a fővezérséget, és hazatért. 1697-től a balkáni front új fővezére a rajnai frontról visszatért Savoyai Jenő tábornagy lett, aki először leverte a hegyaljai felkelést, leszámolt Thököly híveivel, majd 1697-ben a zentai csatában megsemmisítette a szultáni fősereget, és döntő győzelmet aratott a törökök felett.

### A karlócai béke (1699)
A karlócai békét a Szent Ligát alkotó hatalmak és az Oszmán Birodalom kötötte 25 évre. Ennek értelmében a Temes-vidék és a Szerémség keleti része kivételével az összes magyarországi terület és Horvátország Habsburg-fennhatóság alá került. (A törökök uralom alatt maradt területek csak két évtizeddel később, az 1718-as pozsareváci békében kerültek a Habsburgokhoz.)
Ezenkívül az Oszmán Birodalom további területi veszteségeket szenvedett, kielégítve az oroszok, lengyelek és a velenceiek igényeit.

## Az utóhatás

### A volt királyi Magyarország helyzete
I. Lipót Magyarországot fegyverrel visszafoglalt területnek tartotta, nem pedig saját rendi hagyományai által kormányzott országnak. Antonio Caraffa főhadbiztos 1687-ben Eperjes városában rendkívüli törvényszéket állított fel, és mondvacsinált vádak alapján a környékbeli gazdagokat kivégeztette, vagyonukat elkobozta. I. Lipót 1687-ben érvénytelenítette az eperjesi törvényszék ítéleteit, az elkobzott értéket visszatérítette a kivégzettek családjának.
Kocsi Csergő Bálint Lepsény református prédikátora 1688-ban például így emlékezett meg a császárhű labancok tevékenységéről: „Voltunk ez esztendőben az egész ecclésiával együtt az rajtunk kvártélyozó Pálffy Károly hada miatt kimondhatatlan szorongatásban és sok rendbéli kárvallásban".

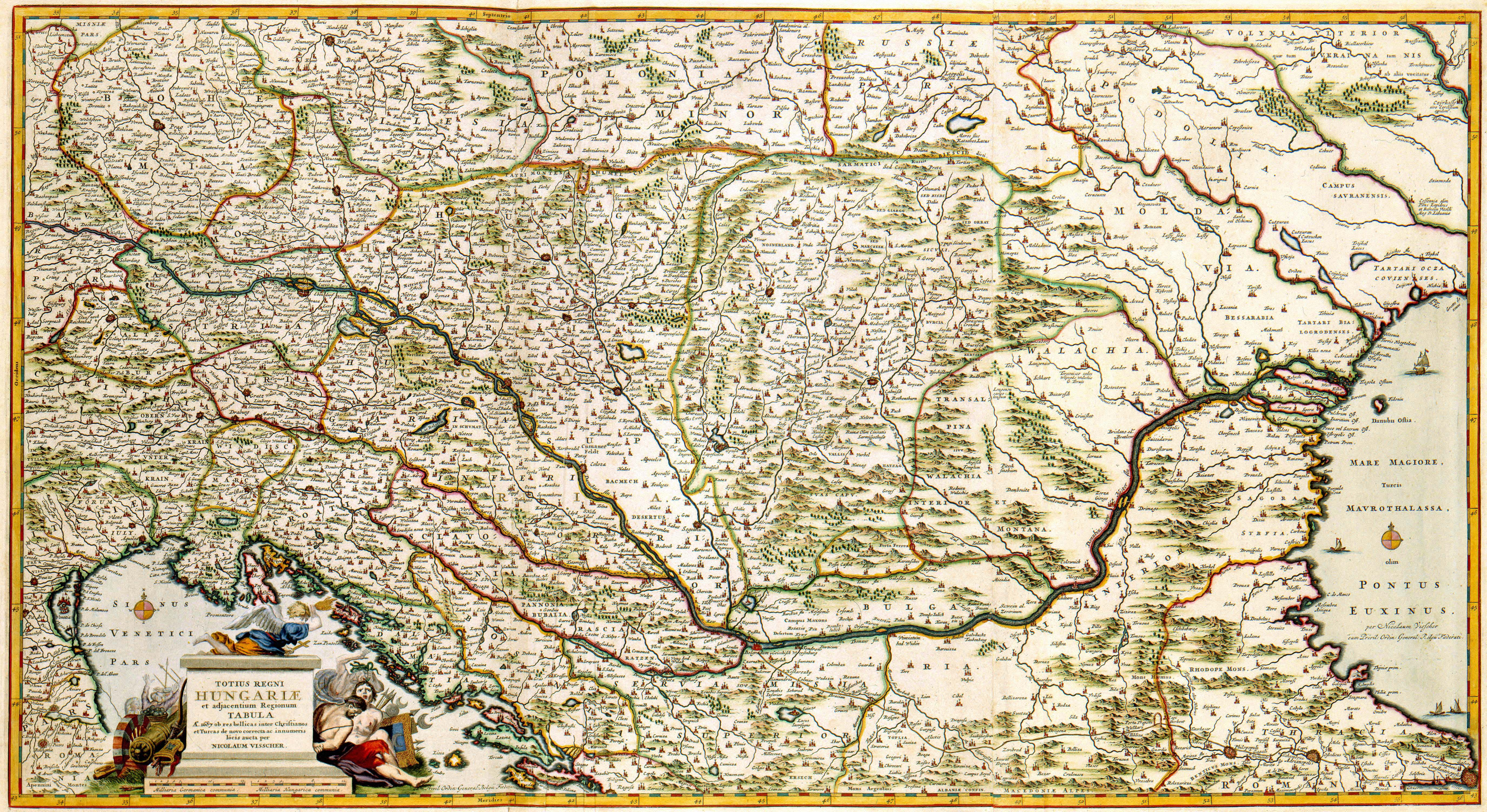
Nicolaes Visscher II: Totius Regni Hungarie Tabula (1687)

1687-ben az uralkodó országgyűlést hívott össze Pozsonyba, ahol a magyar nemesség lemondott a szabad királyválasztás jogáról, és elismerte a Habsburg-ház férfi ágának örökös jogát a Magyar Királyság trónjára. A küldötteket lemondatták továbbá az Aranybulla ellenállási záradékában megfogalmazott jogukról is. A bécsi udvar pozícióinak erősödését mutatta, hogy az I. Ferdinánd korabeli királyi hitlevél 17 pontját 6 pontra szűkítette le. A régi hitlevélből kimaradtak az országgyűlés háromévenként megtartására, a magyar ügyeknek magyarok általi intézésére, a nádor választására és hatáskörére, a véghelyek kapitányainak magyar voltára, az idegen zsoldosok kivételére, a vallásszabadságra és általában a vallásügyre vonatkozó határozatok. Csak általánosságban szólt arról, hogy az országlakosokat kiváltságaikban megtartja.
Az uralkodó megtiltotta önálló magyar haderő felállítását, feloszlatta a végvári katonaságot, és elrendelte az ország belsejében lévő kővárak felrobbantását, attól félvén, hogy azok lázadás fészkei lehetnek. A hajdúkat és a kurucokat megfosztották kiváltságaiktól, hagyományosan Habsburg-ellenes érzelműek lévén, ugyanakkor elkezdték az idegen nemzetiségű (rác, horvát) határőrezredek (és határőrvidékek) szervezését. Lipót császár visszavonta a vallásszabadságot, és erős rekatolizációba kezdett. A vármegyerendszer megmaradt, azonban Horvátország külön irányítás alá került, élén katonai kormányzóval. Nem szüntették meg a báni méltóságot, de annak személyét ezentúl Bécs választotta.
Az ország déli területén katonai határőrvidéket szerveztek, mely közigazgatásilag a bécsi Udvari Haditanács (Hofkriegsrat) alá tartozott. E vidékre szerbeket és horvátokat telepítettek be a magyarok helyére, kiváltságok fejében. Növelték a jobbágyterheket és újakat is bevezettek (porció, a megszálló katonák ellátása és forspont, a megszálló katonák szállítása). Az adó mértéke így most nagyobb lett, mint a kettős adóztatás idején. Ez a magyar lakosságra hatalmas terheket rótt. Esterházy nádor a háború nyolcadik évében 30 millió forintra becsülte Magyarország pénzben és terményben kifizetett – tehát csak a kimutatható – adóját, ami a háborús pusztításokkal együtt joggal váltotta ki – az egyébként Habsburg-párti Esterházy – aggodalmát: „A legmélyebb fájdalommal kell Felségednek a legalázatosabban feltárnom, hogy miként és mi módon jutott Magyarország végső nyomorúságra. A szerencsétlen hazát már húsz éve zaklatja, pusztítja, emészti a háború. Az országot, amely szinte a háború székhelye lett, a legsúlyosabban megterhelték adókkal. Úgy tűnik, mintha az lenne a szándék, hogy Magyarországról a lakosságot kiirtsák, s azt vadállatok tanyájává tegyék, noha 300 esztendőn át ontotta vérét a kereszténységért, s védte a törökkel harcolva a szomszédos országokat.” A nádor levele 1690 novemberében kelt. Akkor még nyolc háborús esztendő előtt állt az ország.
Felállították az Újszerzeményi Bizottságot (Neoacquistica Commissio), melynek feladata a fegyverrel visszavett földek ellenőrzése, olyan értelemben, hogy a jogos tulajdonosuk csak akkor kaphatta őket vissza, ha bemutatta az adományozásról szóló oklevelet, valamint kifizette a birtok árának 10%-át, a fegyverváltságot. Ellenkező esetben a birtok a császári kincstárra szállt.

### A volt Erdélyi Fejedelemség helyzete
Erdély külön igazgatás alá került, amelyet az 1691-es első Diploma Leopoldinum rögzített. Elfogadták benne a tordai vallásbékét, megmaradtak a székelyek, szászok, hajdúk kiváltságai és a nemesi előjogok. Ezzel elismerték a rendi tagolódást. Megerősítették a birtokadományokat és megtartották az állami hivatalokat, amelyeket erdélyiek tölthettek be. Engedélyezték az országgyűlés működését, de egyúttal adó fizetésére is kötelezték, amelynek összege békeidőben 50 000 Ft, míg háború idején 400 000 Ft volt. A védelmet ellátó helyi katonai erő főparancsnoka azonban német tábornok lett.